# Alebroides akashianus
Alebroides akashianus är en insektsart som beskrevs av Matsumura 1931. Alebroides akashianus ingår i släktet Alebroides och familjen dvärgstritar. Inga underarter finns listade i Catalogue of Life.